# Mountain Province

Vị trí của tỉnh tại Philippines

Mountain Province (Tiếng Filipino: Lalawigang Bulubundukin) là một trong những tỉnh không giáp biển của Philippines, tỉnh thuộc Vùng hành chính Cordillera của Luzon. Thủ phủ của tỉnh là Bontoc, tỉnh giáp với các tỉnh Kalinga về phía bắc, Isabela về phía đông, Ifugao và Benguet về phía nam, Ilocos Sur và Abra về phía tây.
Mountain Province là tên đầy đủ của tỉnh. Lý do là vì tỉnh nằm trên dãy núi Trung tâm Cordillera ở khu vực chính giữa phía bắc Luzon. Mountain Province được người Mỹ thành lập năm 1908 trong thời kỳ họ cai trị Philippines, tỉnh vốn bao gồm hầu hết các tỉnh ở Vùng Cordillera ngày nay, tuy nhiên sau đó đã chia tách thành: Mountain Province, Benguet, Kalinga, Apayao và Ifugao.
Tỉnh có diện tích là 2097,3 km ², dân số là 148.661 người.

## Hành chính
Tỉnh Mountain được chia thành 10 đô thị tự trị là: 
- Barlig
- Bauko
- Besao
- Bontoc
- Natonin
- Paracelis
- Sabangan
- Sadanga
- Sagada
- Tadian.